# Régiment de La Sarre
Le régiment de La Sarre est un régiment d’infanterie du royaume de France créé en 1651 sous le nom de régiment de La Ferté-Senneterre, devenu sous la Révolution le 51e régiment d'infanterie de ligne.

## Création et différentes dénominations
- 20 mai 1651 : création du régiment de La Ferté-Senneterre
- 1685 : renommé régiment de La Sarre
- 1er janvier 1791 : renommé 51e régiment d’infanterie de ligne
- 11 novembre 1793 : le 1er bataillon est amalgamé dans la 101e demi-brigade de première formation
- 17 novembre 1794 : le 2e bataillon est amalgamé la 102e demi-brigade de première formation

## Équipement

### Drapeaux
3 drapeaux, dont un blanc colonel et 2 d’ordonnance « rouges & noirs par opposition, & croix blanches » (ordonnance du 8 janvier 1737).

Drapeaux d’ordonnance
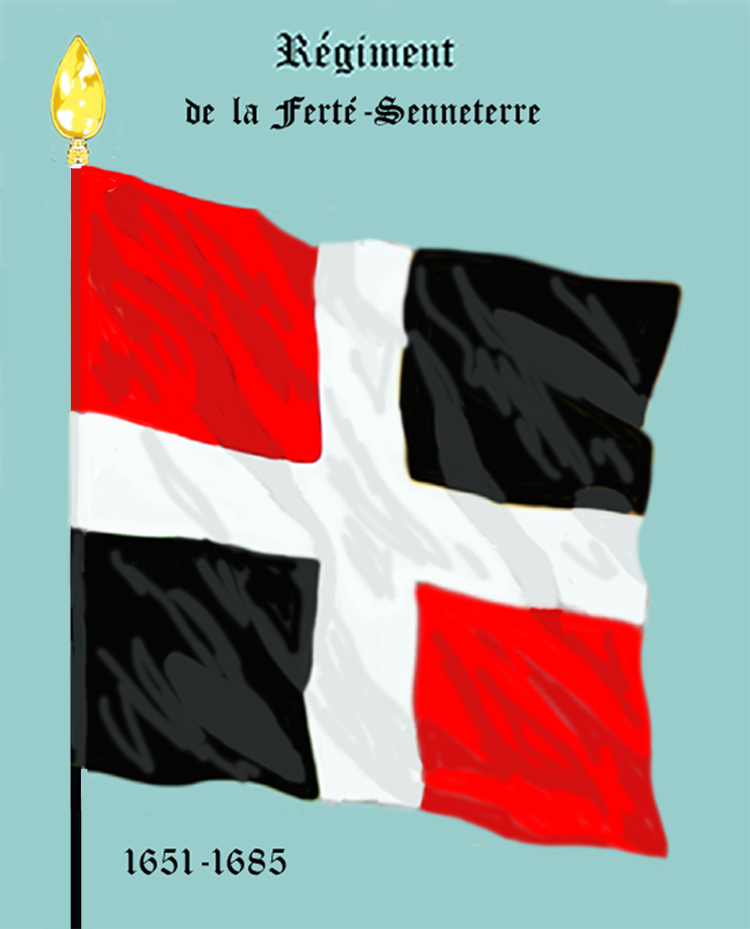
régiment de La Ferté-Senneterre de 1651 à 1685
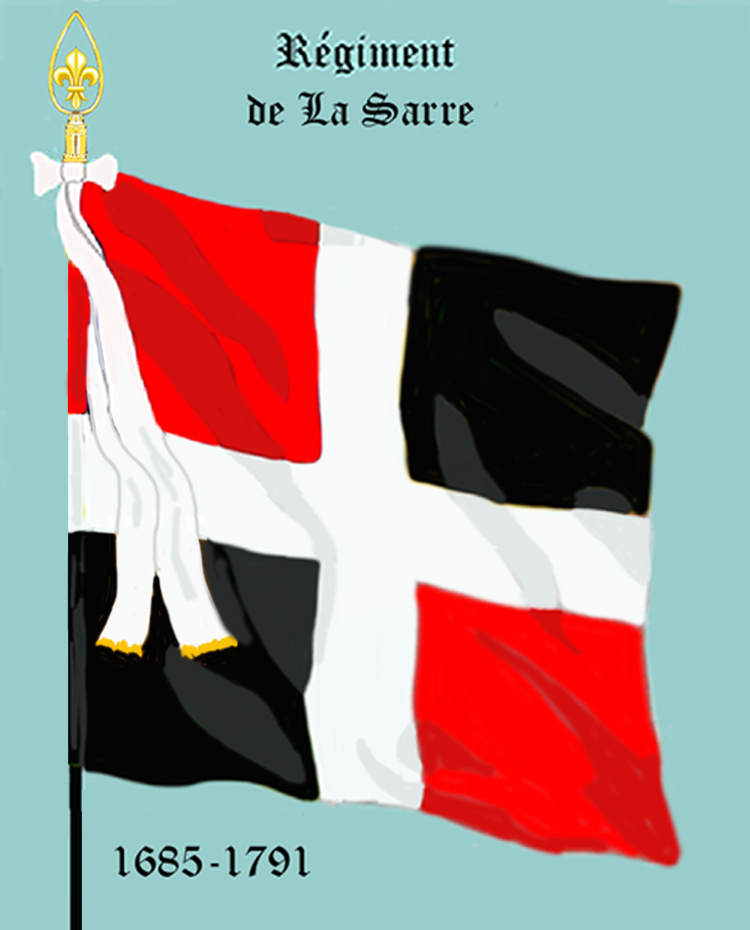
régiment de La Sarre de 1685 à 1791

### Habillement

Uniformes
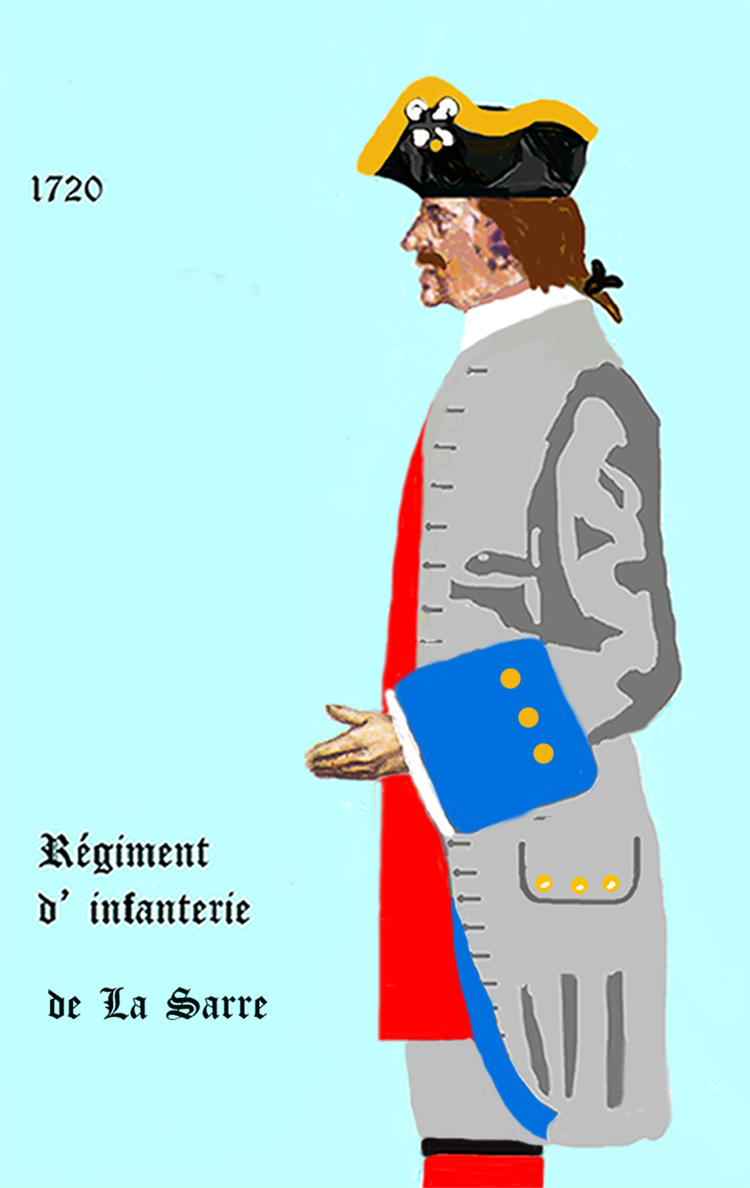
régiment de La Sarre de 1720 à 1734
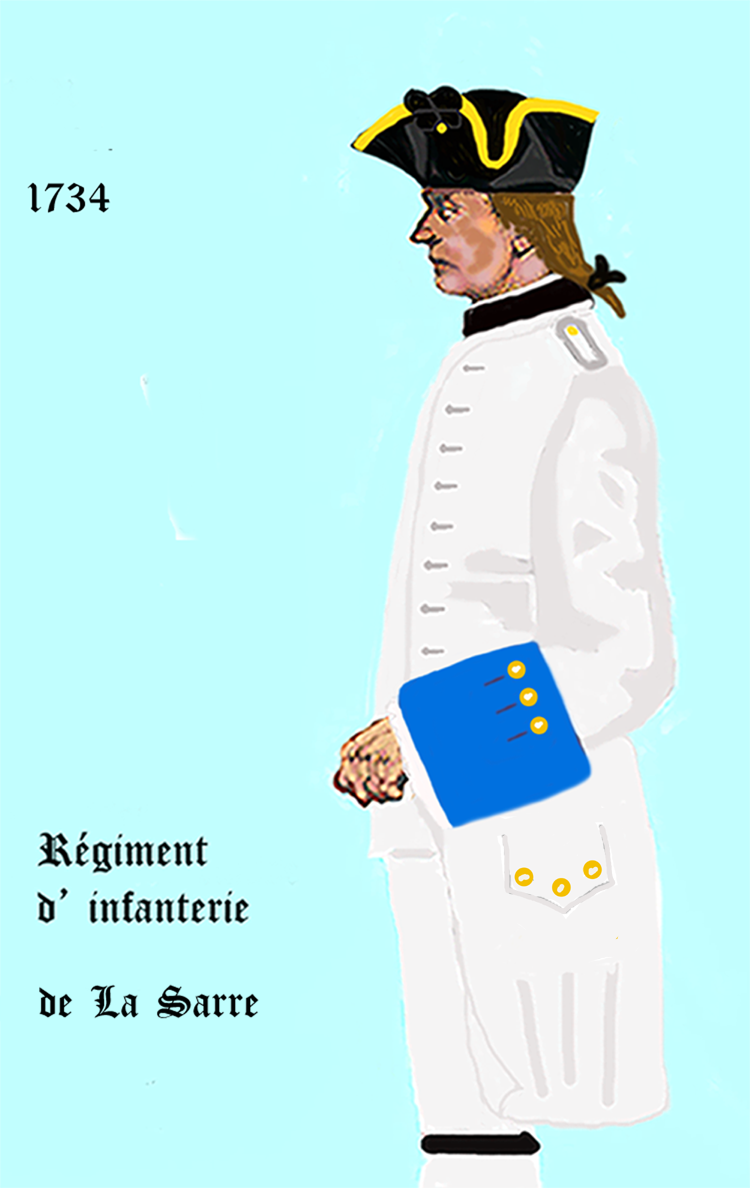
régiment de La Sarre de 1734 à 1757
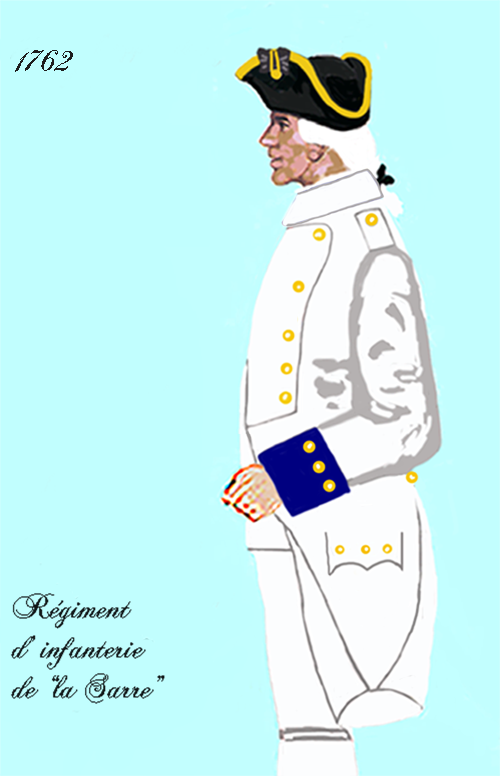
régiment de La Sarre de 1762 à 1767
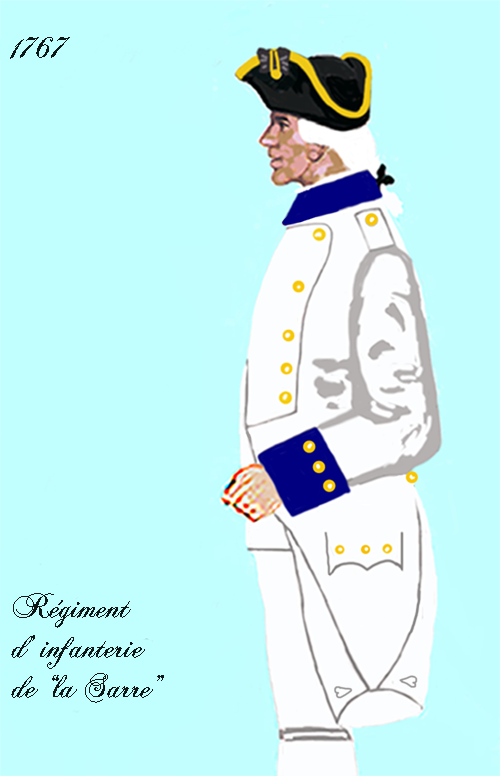
régiment de La Sarre de 1767 à 1776

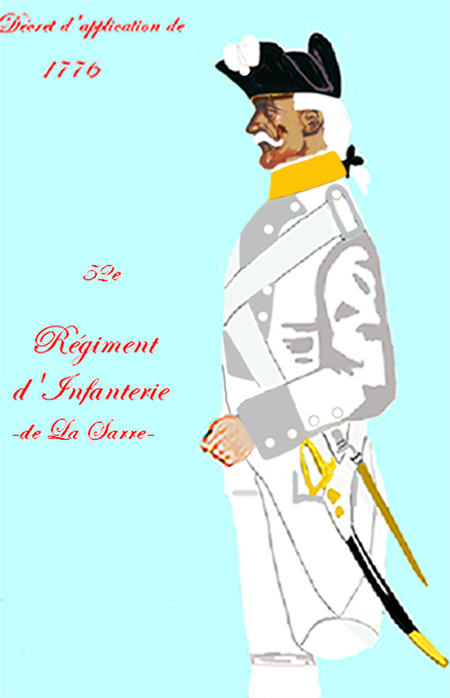
régiment de La Sarre de 1776 à 1779
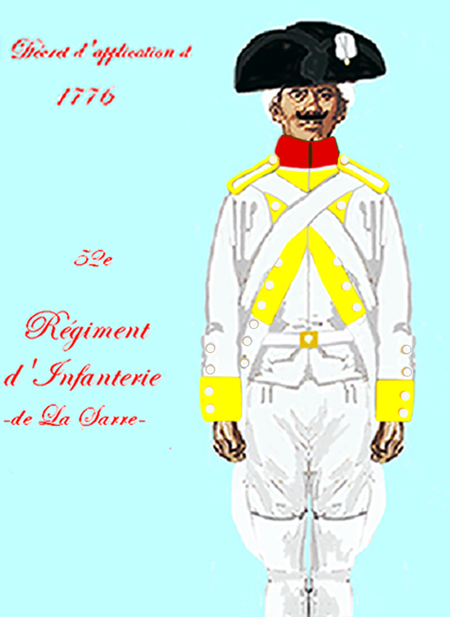
régiment de La Sarre de 1776 à 1779 (variante)
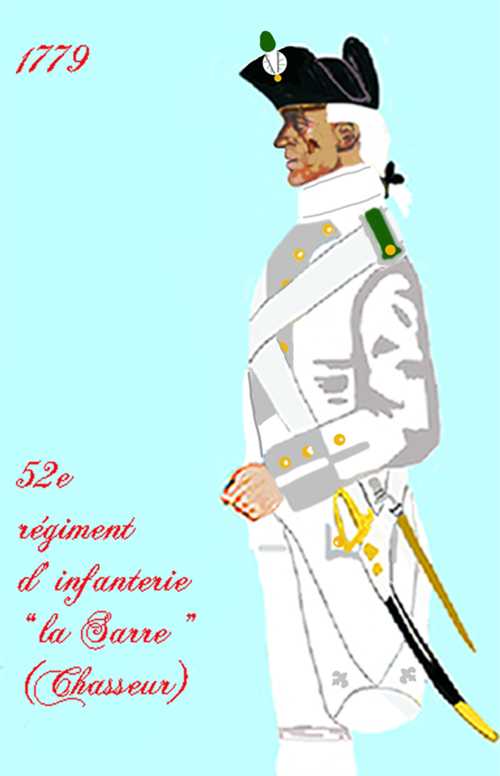
régiment de La Sarre de 1779 à 1791
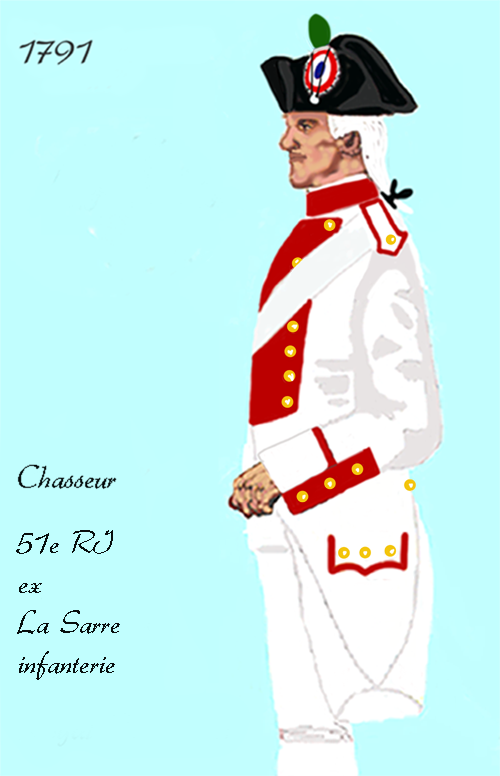
51e régiment d’infanterie de ligne de 1791 à 1792
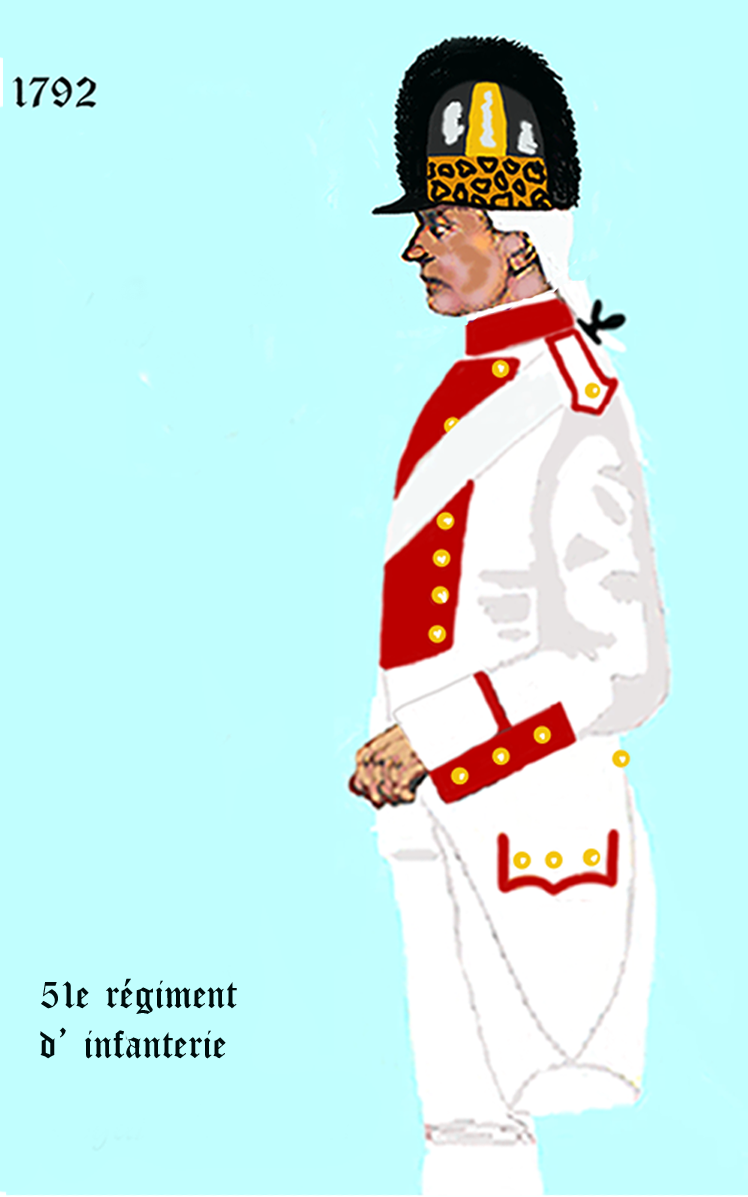
51e régiment d’infanterie de ligne de 1792 à 1794

## Historique

### Colonels et mestres de camp
- 20 mai 1651 : Henri de Senneterre, duc de La Ferté, maréchal de France en 1651
- 10 août 1671 : Henri-François de Senneterre, duc de La Ferté
- février 1685 : François-Albert, marquis de Braque
- 27 décembre 1691 : Jean-Charles, comte de Vaudrey, brigadier le 28 avril 1694, maréchal de camp le 23 décembre 1702, lieutenant général le 26 octobre 1704, † 16 août 1705
- mars 1704 : N. de Fabry, comte de Montcault
- 1er août 1709 : Henri Fabry de Montcault, comte d’Autrey
- 15 septembre 1730 : Louis de Fretat, comte de Boissieux
- 10 mars 1734 : Yves-Marie Desmarets, comte de Maillebois
- 25 novembre 1734 : Charles-Claude-Joachim d’Audibert, comte de Lussan
- 15 janvier 1745 : Jean-Baptiste, marquis de Tombebœuf, † 1747
- 24 février 1747 : Louis Gouy-Sacriste de Tombebœuf, marquis de Montpouillan, brigadier le 10 février 1759, déclaré maréchal de camp en décembre 1762 par brevet expédié le 25 juillet
- 1er décembre 1762 : Jean-Henri Morel de Groslée, comte de Peyre
- 16 avril 1767 : Louis Alexandre, duc de La Rochefoucauld
- 1er janvier 1784 : Jules-Gilbert, comte de Montbel
- 10 mars 1788 : Jean-Charles Gravier, baron de Vergennes
- 25 juillet 1791 : Charles-Léopold-Joseph Dupont de Compiègne
- 21 octobre 1791 : Joseph Joulard, chevalier Iversay[Note 1]
- 7 mars 1792 : Charles-Guillaume Vial d’Allais
- 16 mai 1792 : Joseph-Marie Lavoine, chevalier Desperriers
- 27 mai 1792 : Louis-Simon-Auguste Dagobert de Fontenilles
- 8 mars 1793 : Jean-Jacques Dortoman

### Autres officiers
- 1730 : Claude de La Corcelle, chevalier de Saint-Louis, capitaine de régiment de la Sarre, sieur de Bailly et de Cuzy au finage de Cervon (Nièvre)
- 1747 : Jean-Pierre Tridon, lieutenant, seigneur de Pernay (Nièvre)
- 1756-1760 : les frères Guillaume Jude et Antoine Jude de Laubanie, respectivement capitaine et lieutenant, engagés dans la Guerre de Sept Ans en Nouvelle France.
- 1763-1780 : Charles de Vaublanc, lieutenant-colonel du régiment de la Sarre, nommé maréchal de camps en 1780.
- 1783-1790 Chevalier Pierre-Claude de Maurey d'Orville, chevalier de Saint Louis, capitaine au 1er bataillon

### Campagnes et batailles
- 1734 : la Bataille de San Pietro
- 1738-1740 Campagne de Corse
- 1756 : son deuxième bataillon est envoyé en Nouvelle-France où il combat les troupes anglaises pendant la guerre de Sept Ans
- 1756 : bataille de Fort Oswego
- 1757 : bataille de Fort William Henry
- 1758 : bataille de Fort Carillon
- 1759 : bataille des plaines d'Abraham
- 1760 : bataille de Sainte-Foy
- 1760 : capitulation de Montréal

Lors de la réorganisation des corps d'infanterie français de 1762, le régiment conserve ses deux bataillons. 
L'ordonnance arrête également l'habillement et l'équipement du régiment comme suit
Habit, collet, revers, veste et culotte blancs, paremens bleus, pattes ordinaires garnies de trois  boutons, autant à la manche, quatre au  revers et autant au-dessous : boutons jaunes et plats, avec le no 34. Chapeau bordé d'or. 
6 sous-officiers et 2 soldats de ce régiment sont morts aux États-Unis durant guerre d'indépendance des États-Unis.
Le 51e régiment d’infanterie de ligne a fait les campagnes de 1792 à 1794 à l’armée d’Italie.

### Quartiers
- Italie, en Corse par Livourne[1]

## Mémoire et traditions
- La ville de La Sarre, au Québec, porte ce nom en l’honneur d’un soldat célèbre faisant partie du régiment de Montcalm.

Reconstitution du régiment de La Sarre
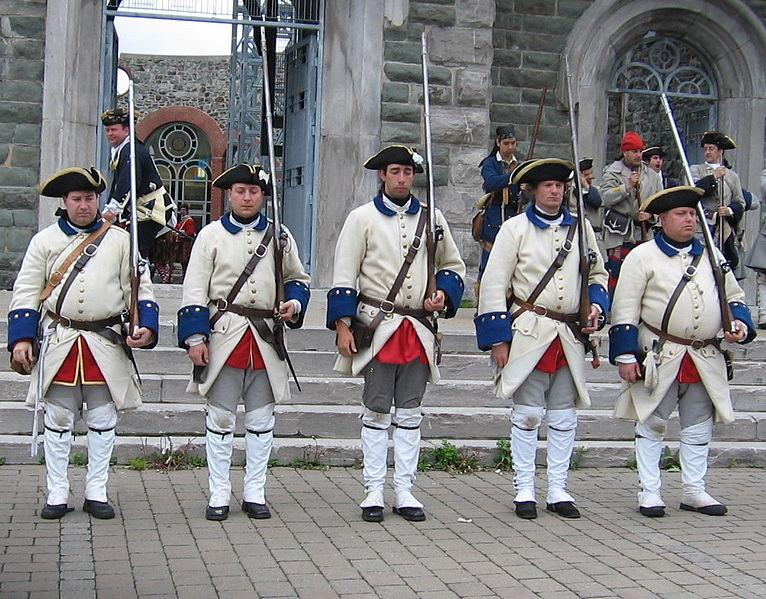
présentation des armes
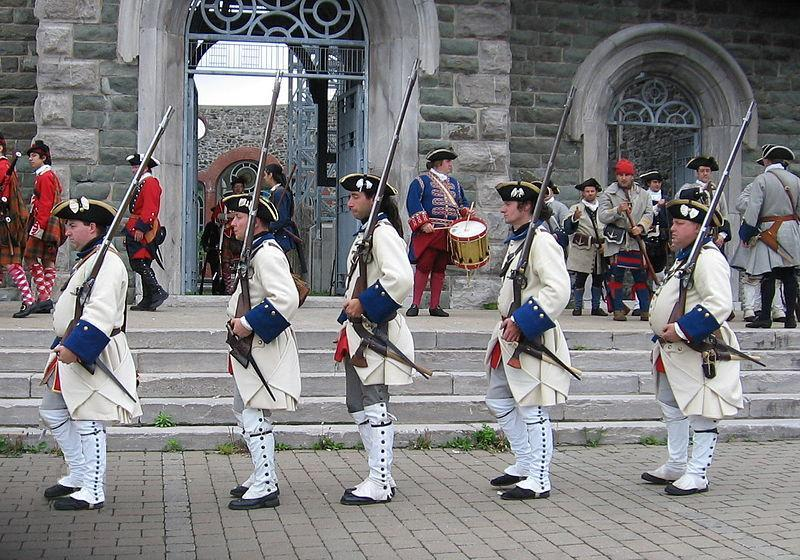
au garde-à-vous
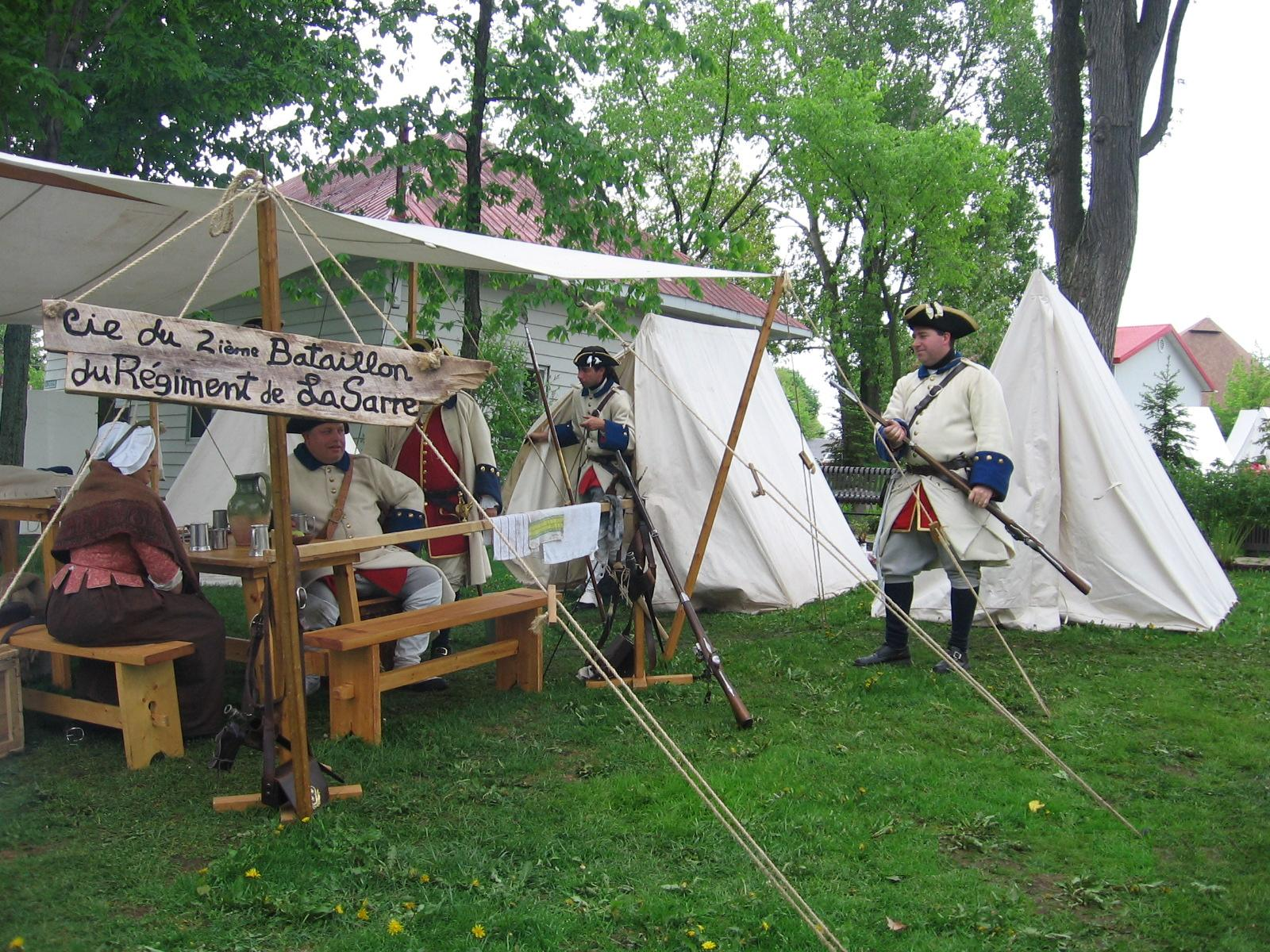
au camp
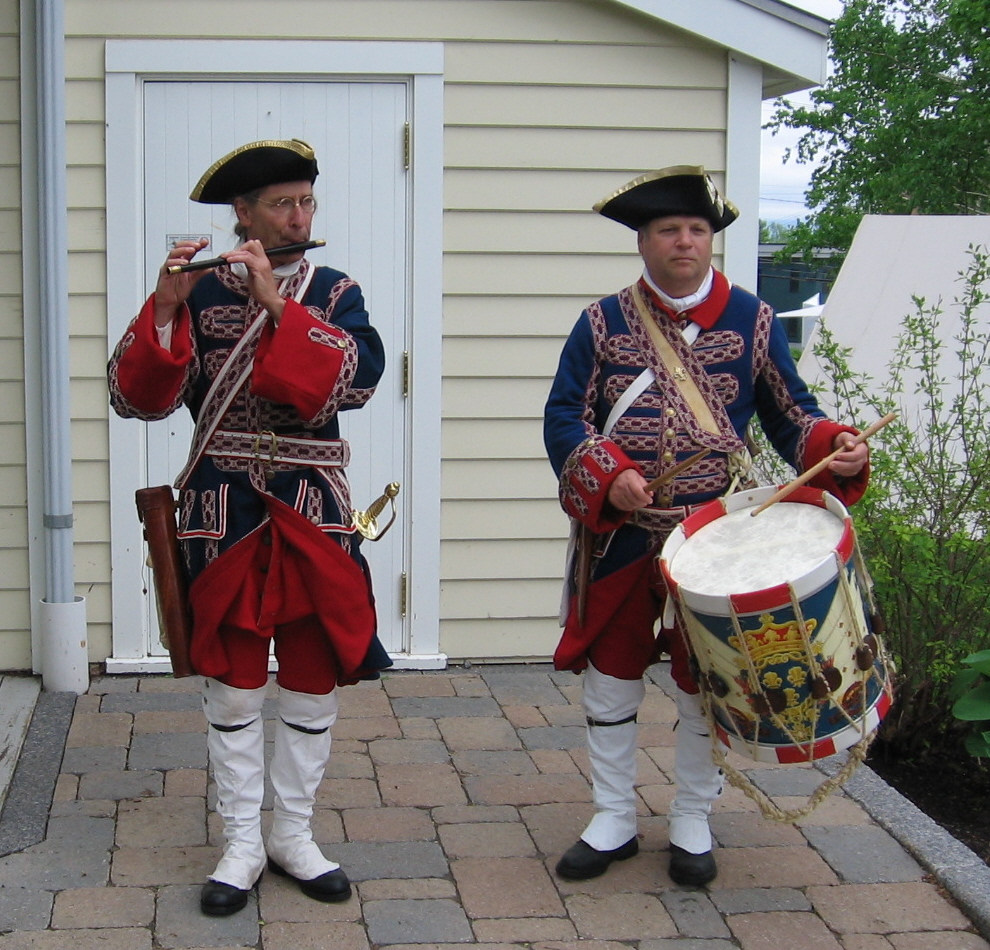
fifre et tambour

Groupe de reconstituteurs canadiens basés à L'Assomption au Québec.